# Омер Онан
Омер Онан (тур. Ömer Onan; Истанбул, Турска, 4. фебруар 1978) је бивши турски кошаркаш. Играо је на позицији бека, а наступао је за Ефес Пилсен, Фенербахче (у два наврата) и Улкерспор. По завршетку каријере 2014. године постао је тим—менаџер Фенербахче Улкера.

## Каријера
Каријеру је почео у Ефес Пилсену, а у први тим је дошао 1996. У Ефесу је играо до 2004. године. После тога је провео сезону у Фенербахчеу, а наредну у Улкеру. После тога су се та два клуба фузионисала и Онан је остао у њему до краја каријере. У каријери је освојио укупно 10 титула првака Турске, осам националних купова и пет суперкупова.
Са кошаркашком репрезентацијом Турске освојио је две сребрне медаље, на Европском првенству 2001. и на Светском првенству 2010. године.

## Успеси

### Клупски
- Ефес Пилсен:
  - Првенство Турске (4): 1996/97, 2001/02, 2002/03, 2003/04
  - Куп Турске (5): 1996, 1997, 1998, 2001, 2002.
  - Суперкуп Турске (3): 1996, 1998, 2000.

- Улкерспор:
  - Првенство Турске (1): 2005/06.

- Фенербахче Улкер:
  - Првенство Турске (5): 2006/07, 2007/08, 2009/10, 2010/11, 2013/14.
  - Куп Турске (3): 2010, 2011, 2013.
  - Суперкуп Турске (2): 2007, 2013.

### Репрезентативни
- Европско првенство:  2001.
- Светско првенство:  2010.